# Dodekablennos fraseri
Dodekablennos fraseri är en fiskart som beskrevs av Springer och Spreitzer, 1978. Dodekablennos fraseri ingår i släktet Dodekablennos och familjen Blenniidae. Inga underarter finns listade i Catalogue of Life.